# شتيفان ماير (سياسي)
شتيفان ماير (بالألمانية: Stephan Mayer)‏ هو محامي وسياسي ألماني، ولد في 15 ديسمبر 1973 في بورغهاوزن في ألمانيا. حزبياً، نشط في الاتحاد الاجتماعي المسيحي. في الانتخابات الفيدرالية الألمانية 2017، انتخب عضو في البوندستاغ الألماني عن دائرة Altötting (electoral district) ‏ وقد انضم خلال فترته النيابية (24 أكتوبر 2017 – ) للكتلة البرلمانية الكتلة البرلمانية لائتلاف الاتحاد الديمقراطي المسيحي / الاتحاد الاجتماعي المسيحي في البوندستاغ ‏ وانتخب عضو في البوندستاغ الألماني خلال فترته النيابية ‏ (17 أكتوبر 2002 – 18 أكتوبر 2005).

## وصلات خارجية
- الموقع الرسمي